# Probe droid

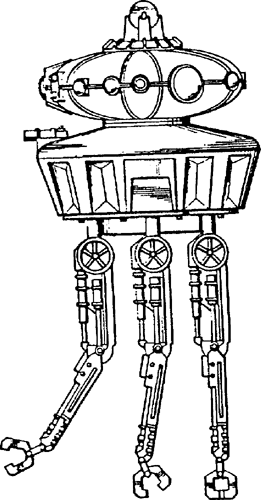
En ritning över en Probe droid.

En probe droid (kallas även probot) är en typ av fiktiv droid som förekommer i Star Wars-universumet. De används främst för djuprymdsutforskning och spaning, både för  vetenskapliga och militära ändamål. De samlar in data med en mängd olika sensorer och skickar till sina uppdragsgivare över stora avstånd. De probe droids som används av Rymdimperiet är beväpnade med strålvapen och har i vissa fall även sköldar.
De flesta probe droids skickas iväg till sina mål i envägs landningsskepp. Framme vid målet samlar de in information och om de konfronteras med fara kan de försvara sig med sina strålvapen. Om de hamnar i en situation där de riskerar att fångas in av fiender har de även möjlighet att förstöra sig själva. Probe droids är 1,6 meter höga och tillverkas av Arakyd Industries. De har ett spindelliknande utseende med långa armar och utstående sensor"ögon". De svävar fram över terrängen med en typ av antigravitationsdrift och kan plocka upp prover från marken med sina spindelliknande armar.
Efter Slaget om Yavin skickade Rymdimperiet ut tusentals probe droids för att söka efter Rebellalliansens hemliga bas. En av dessa droids upptäckte och avslöjade rebellernas bas Echo Base på isplaneten Hoth.